# Assembleia Nacional de Weimar
A Assembleia Nacional de Weimar (em alemão: Weimarer Nationalversammlung), oficialmente a Assembleia Nacional Constitucional Alemã (Verfassunggebende Deutsche Nationalversammlung), foi a convenção constitucional eleita pelo povo e o parlamento de facto da Alemanha de 6 de fevereiro de 1919 até 21 de maio de 1920. Como parte dos seus deveres como governo interino, debateu e aprovou com relutância o Tratado de Versalhes que codificou os termos de paz entre a Alemanha e os Aliados vitoriosos da Primeira Guerra Mundial. A Assembleia elaborou e aprovou a Constituição de Weimar que vigorou de 1919 a 1933 (e tecnicamente até o fim do regime nazista em 1945). Terminados os seus trabalhos, a Assembleia Nacional foi dissolvida em 21 de maio de 1920. Após a eleição de 6 de junho de 1920, o novo Reichstag reuniu-se pela primeira vez em 24 de junho de 1920, ocupando o lugar da Assembleia.
Como a Assembleia Nacional se reuniu em Weimar, e não em Berlim politicamente agitada, o período da história alemã ficou conhecido como República de Weimar.

## História

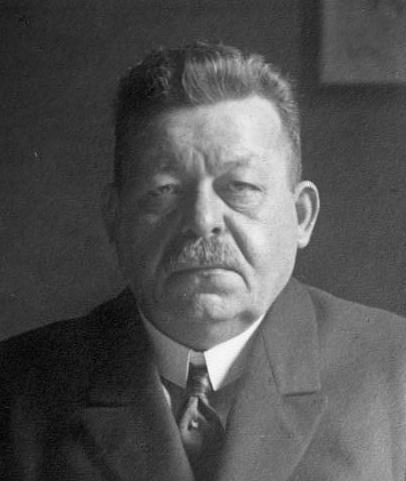
Friedrich Ebert

No final da Primeira Guerra Mundial, após a eclosão da Revolução Alemã de 1918-1919, o poder do Estado estava nas mãos do Conselho dos Deputados do Povo. Foi formado em 10 de novembro pelos conselhos revolucionários de trabalhadores e soldados em Berlim e liderado por Friedrich Ebert do Partido Social-Democrata (SPD). Ele foi nomeado chanceler alemão em 9 de novembro por Maximiliano de Baden, o último chanceler do Império Alemão. Tanto Baden como os sociais-democratas apelaram à rápida eleição de uma Assembleia Nacional para estabelecer um novo governo para a Alemanha. O Conselho decidiu em 30 de novembro realizar a eleição em 19 de janeiro de 1919. Em 19 de dezembro, o Congresso dos Conselhos de Trabalhadores e Soldados do Reich também aprovou o decreto por uma clara maioria.
Por causa da revolta espartaquista, de uma greve geral e das lutas armadas que a acompanharam, que agitaram a capital do Reich de 5 a 12 de janeiro de 1919, foi acordado que a Assembleia Nacional não deveria inicialmente reunir-se em Berlim. Quatro locais possíveis – Bayreuth, Nuremberg, Jena e Weimar - foram considerados. Friedrich Ebert favoreceu Weimar porque queria que os Aliados vitoriosos se lembrassem do Classicismo de Weimar, que incluía os escritores Goethe e Schiller, enquanto deliberavam os termos do tratado de paz.  No dia 14 de janeiro de 1919 a escolha recaiu sobre Weimar. 

## Eleições
As eleições para a Assembleia Nacional foram as primeiras realizadas na Alemanha após a introdução do sufrágio feminino  e a redução da idade legal de voto de 25 para 20 anos. Juntas, as mudanças aumentaram o número de eleitores elegíveis em cerca de 20 milhões.  A participação foi de 83%,  uma percentagem ligeiramente inferior à das últimas eleições para o Reichstag em 1912, mas uma participação absoluta muito maior devido ao sufrágio alargado.  Entre as mulheres a participação foi de 90%.  O Partido Comunista da Alemanha (KPD), fundado em dezembro de 1918, boicotou as eleições.

Resultados das eleições para a Assembleia Nacional por distrito

A eleição para a Assembleia Nacional resultou no SPD receber o maior número de votos com 38%, seguido pelo Partido do Centro Católico (que nesta eleição concorreu como Partido do Povo Cristão) com 20%, o liberal Partido Democrático Alemão (DDP) 19%, o nacional-conservador Partido Popular Nacional Alemão (DNVP) 10% e o dissidente mais esquerdista e anti-guerra do SPD, o Partido Social-Democrata Independente (USPD), 8%. Numerosos pequenos partidos constituíram o restante.  De um total de 416 delegados, 36 eram mulheres, embora este número tenha aumentado para 41 durante o mandato da Assembleia.  Se considerarmos este último número, com 10% de mulheres, a Assembleia Nacional de Weimar foi um dos parlamentos mais femininos do seu tempo.  
Em 10 de fevereiro, a Assembleia aprovou a "Lei sobre o Poder Provisório do Reich" (Gesetz über die vorläufige Reichsgewalt)  que entraria em vigor no dia seguinte. Regulamentou os poderes do governo durante a fase de transição do Império Alemão para a República de Weimar. A Assembleia Nacional deveria adotar uma constituição e leis do Reich "necessárias com urgência", permitindo-lhe assim atuar como um parlamento interino. Um Comitê de Estados serviu no lugar do posterior Reichsrat para representar os interesses dos estados alemães. Os “negócios do Reich” seriam conduzidos por um presidente do Reich. A sua função era um pouco semelhante à do antigo imperador, mas com as restrições que tinham sido feitas à constituição em Outubro de 1918, nomeadamente que a guerra e a paz deveriam ser decididas pela lei do Reich, e não pelo chefe de estado. Os ministros nomeados pelo presidente do Reich exigiam a confiança da Assembleia Nacional.

## Assembleia como parlamento provisório
A Assembleia Nacional reuniu-se no Teatro Nacional Alemão em Weimar no dia 6 de fevereiro de 1919. Elegeu o político do SPD, Eduard David, como seu presidente, mas devido a um acordo interpartidário ele renunciou após apenas quatro dias.  No dia 14 de fevereiro de 1919, a Assembleia Nacional elegeu Constantin Fehrenbach, deputado do Partido de Centro e ex-vice-presidente, como seu sucessor.
No dia 11 de fevereiro, a Assembleia Nacional elegeu o anterior chefe de governo, Friedrich Ebert (SPD), como presidente provisório do Reich. Ele pediu a Philipp Scheidemann, do SPD, que formasse um governo. A coalizão de três partidos do SPD, do Partido do Centro e do DDP, que ele reuniu no gabinete Scheidemann, ficou conhecida como Coalizão de Weimar.

## Discussão do Tratado de Versalhes

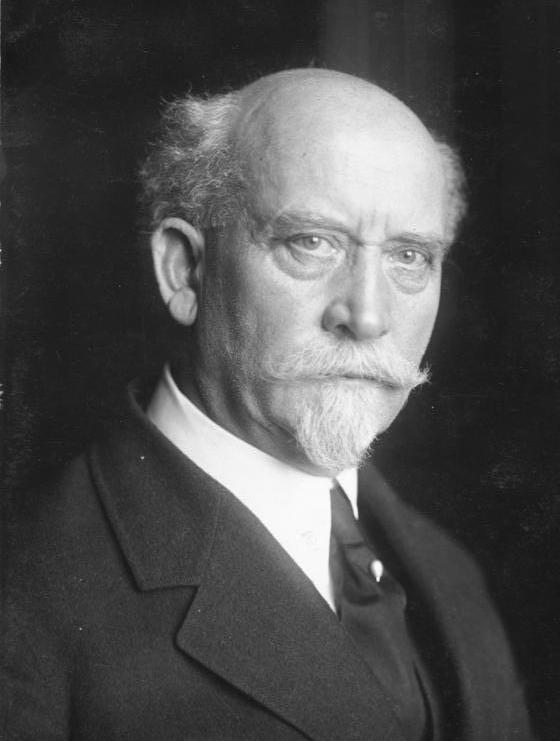
Philipp Scheidemann

No dia 12 de maio de 1919, a Assembleia Nacional reuniu-se pela primeira vez em Berlim. Lá ouviu e depois debateu uma declaração do Ministro Presidente Philipp Scheidemann sobre os termos de paz do Tratado de Versalhes. Em seu discurso, Scheidemann, sob grande aplauso de todas as partes, chamou os termos dos Poderes da Entente de uma paz "ditada" ou "forçada" (Gewaltfrieden) que pretendia estrangular o povo alemão. As exigências territoriais, económicas e políticas privariam a Alemanha do ar para respirar. As condições eram inaceitáveis, disse ele, e contrastavam fortemente com as garantias dadas pelo Presidente dos EUA, Woodrow Wilson. O governo do Reich não concordou com as condições e faria contrapropostas com base no programa de 14 pontos de Wilson. O ministro prussiano, presidente Paul Hirsch, garantiu ao governo do Reich total apoio em nome dos estados constituintes do Reich alemão e também criticou duramente as condições da Entente. Oradores de todos os partidos, do USPD ao DNVP, também declararam inaceitáveis as exigências da Entente. O presidente do liberal Partido Popular Alemão (DVP) e mais tarde ministro das Relações Exteriores do Reich, Gustav Stresemann, descreveu os termos de paz das potências vitoriosas como "uma onda de sadismo político". Apenas Hugo Haase, presidente do USPD, combinou a sua rejeição das exigências da Entente com ataques contundentes ao governo do Reich, acusando-o de ter causado a situação actual, em primeiro lugar, através da sua política de impor uma trégua entre partidos políticos (Burgfriedenspolitik) durante a guerra.
Após a rejeição das suas contrapropostas pela Entente, o gabinete Scheidemann renunciou em 20 de junho de 1919 porque não estava disposto a dar o seu parecer favorável ao Tratado de Versalhes.  O novo Ministro Presidente, Gustav Bauer (SPD), que chefiou um governo do SPD e do Centro, promoveu a assinatura do tratado, mas continuou a criticar disposições individuais, especialmente aquelas relativas à extradição de alemães para a Entente e à imposição da guerra culpa apenas na Alemanha. Ele combinou o seu apelo à aprovação com o comentário de que seria impossível para o Reich alemão cumprir todas as condições económicas do tratado e lamentou que não tivesse sido possível extrair novas concessões da Entente.

### Voto inicial a favor
Os oradores do SPD e do Centro, Paul Löbe e Adolf Gröber, também condenaram o tratado. Eles se opuseram em particular à declaração no projeto de tratado da Entente de que a Alemanha era a única culpada pela guerra. Em nome dos seus grupos parlamentares, porém, falaram a favor da aceitação, uma vez que a única alternativa seria o reinício das hostilidades, o que teria consequências ainda piores. Eugen Schiffer, o ex-ministro das Finanças do Reich, falou em nome da maioria dos deputados do Partido Democrata Alemão contra a aceitação do tratado. Ele lembrou aos dois partidos governantes o 12º mandato de Philipp Scheidemann avisando que a mão que assinou o tratado murcharia.  Ele não viu que a situação havia mudado desde então. O DNVP e o DVP também se opuseram fortemente ao tratado. O USPD foi o único partido da oposição a endossar a sua aceitação. Hugo Haase classificou a questão em jogo como um terrível dilema para a Assembleia Nacional. Embora tenha criticado duramente o tratado, apontou, tal como fizeram os representantes dos partidos governantes, as consequências caso o tratado fosse rejeitado.
Em 22 de junho na votação nominal, 237 deputados votaram a favor da assinatura do tratado de paz, 138 contra e cinco se abstiveram. Dos principais partidos, o SPD, o Centro e o USPD aprovaram, enquanto o DDP, o DNVP e o DVP rejeitaram o tratado, em ambos os lados por grande maioria dos delegados.
O governo do Reich informou a Entente no mesmo dia que assinaria o tratado, mas com reservas quanto às disposições sobre a culpa de guerra e a extradição de alemães para os países vitoriosos. O primeiro-ministro francês, Georges Clemenceau, respondeu naquela noite em nome das Potências Aliadas que o tratado só poderia ser aceite ou rejeitado na sua totalidade.

### Segunda votação após ultimato aliado
Na reunião da Assembleia Nacional de 23 de junho, o Ministro Presidente Bauer informou ao plenário a posição da Entente e afirmou que o governo não tinha mais escolha; teve que assinar o tratado:
Assinemos, essa é a proposta que tenho de lhe fazer em nome de todo o gabinete. As razões que nos obrigam a fazer a proposta são as mesmas de ontem, só que agora estamos separados por um período de apenas quatro horas antes do reinício das hostilidades. Não poderíamos justificar uma nova guerra mesmo que tivéssemos armas. Estamos indefesos, mas sem defesa não significa sem honra (wehrlos ist aber nicht ehrlos). Certamente, os nossos inimigos querem tirar a nossa honra, não há dúvida disso, mas que esta tentativa de cortar a nossa honra um dia recairá sobre os criadores, que não é a nossa honra que perecerá nesta tragédia mundial, essa é minha crença até meu último suspiro. 
Eugen Schiffer (DDP) e Rudolf Heinze (DVP), cujos partidos rejeitaram o tratado no dia anterior, afirmaram explicitamente nos seus discursos que os apoiantes do tratado agiriam exclusivamente por "sentimento e convicção patrióticos" (Schiffer), mesmo que eles tinham opiniões diferentes sobre o caminho certo a seguir. O porta-voz do DNVP, Georg Schultz, no entanto, não deixou clara a sua opinião sobre o assunto.
Ratificação do tratado através da "Lei sobre a Conclusão da Paz entre a Alemanha e as Potências Aliadas e Associadas" (Gesetz über den Friedensschluß zwischen Deutschland und den alliierten und den assoziierten Mächten)  finalmente aconteceu em 9 de julho de 1919 com resultados semelhantes a votação de junho. A única exceção foi que a maioria dos deputados da Liga dos Camponeses da Baviera, que se abstiveram na primeira votação, aprovaram agora a lei de ratificação.
Em parte como resposta ao tratado, e particularmente ao Artigo 231.º que atribuía a responsabilidade exclusiva pela guerra à Alemanha, a Assembleia estabeleceu um inquérito sobre a culpa pela guerra em 20 de Agosto de 1919. Os seus quatro subcomités foram encarregados de examinar as causas da guerra, o que provocou a sua perda, que oportunidades perdidas de paz se apresentaram e se as leis internacionais foram violadas.   O inquérito continuou durante treze anos, até a vitória do Partido Nazista nas eleições de julho de 1932. As conclusões do inquérito foram prejudicadas pela falta de cooperação tanto do governo como dos militares e foram, em geral, diluídas e desviadas a culpa da Alemanha.

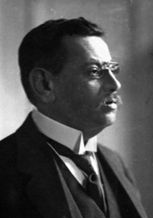
Hugo Preuss

## Deliberações constitucionais
No dia 15 de novembro de 1918, Friedrich Ebert nomeou Hugo Preuß para o Escritório do Interior do Reich e o encarregou de redigir uma constituição do Reich. Preuß, um professor de direito constitucional e um dos fundadores do Partido Democrático Alemão, baseou o seu projecto da Constituição de Weimar em grande parte na Constituição de Frankfurt de 1849, que foi escrita após as revoluções alemãs de 1848-1849 e destinada a uma nação unificada. Alemanha que não aconteceu na altura. Ele também foi influenciado pela teoria do parlamentarismo de Robert Redslob, que exigia um equilíbrio entre os poderes executivo e legislativo sob um monarca ou o povo como soberano.  Após a posse da Assembleia Nacional, Preuß tornou-se membro da comissão constitucional, presidida pelo vice-presidente da Assembleia, Conrad Haußmann do DDP. Preuß mais tarde ficou conhecido como o pai da Constituição de Weimar.
Durante julho de 1919, a Assembleia avançou rapidamente no projeto de constituição, com a maioria dos debates concluídos em uma única sessão. Em 31 de Julho, a Assembleia aprovou a proposta revista da comissão para a constituição por uma votação de 262 a 75, com USPD, DNVP e DVP contra.
Os principais tópicos de debate foram os seguintes:
| Data        | Tema                   | Decisão |
| ----------- | ---------------------- | --- |
| 2 de julho  | Nome nacional          | 'Reich Alemão' |
| 2 de julho  | Estrutura nacional     | Manter os estados federais |
| 2 de julho  | Bandeira e cores       | Preto-vermelho-ouro |
| 4 de julho  | Presidente do Reich    | Adotou um sistema semipresidencialista com o poder dividido entre presidente, gabinete e parlamento. O presidente deveria governar em conjunto com o Reichstag. Poderes de emergência a serem usados apenas em circunstâncias excepcionais.                       |
| 7 de julho  | Administração do Reich | Alemanha unificada como território econômico; a responsabilidade legislativa pela legislação tributária cabe ao Reich. Sistemas postais e ferroviários unificados.                                                                                                |
| 10 de julho | Justiça                | Estabeleceu um sistema de tribunais administrativos e um tribunal superior ou constitucional. Jurisdição militar restrita a tempos de guerra. Independência dos tribunais incorporada na constituição.                                                            |
| 11 de julho | Direitos fundamentais  | A Constituição incluirá uma lista alargada de direitos fundamentais tal como na versão preliminar. |
| 15 de julho | Igualdade dos sexos    | Adotou o que se tornou o Artigo 109: “(1) Todos os alemães são iguais perante a lei. Homens e mulheres terão fundamentalmente os mesmos direitos e deveres cívicos. (2) Os privilégios ou desvantagens públicas e legais de nascimento ou status serão abolidos." |
| 16 de julho | Pena de morte          | Rejeitou a proposta do projeto de constituição para abolir a pena de morte. |
| 16 de julho | Censura                | Liberdade de expressão garantida na fala, na imprensa ou “pictoricamente”. Censura proibida exceto em “cinematógrafos”, “literatura indecente e obscena” e para “proteção da juventude”.                                                                          |
| 16 de julho | Ilegitimidade          | Os filhos ilegítimos terão os mesmos direitos que os legítimos. |
| 17 de julho | Direito de reunião     | Direito garantido de se reunir pacificamente sem necessidade de qualquer permissão especial. |
| 17 de julho | Igreja e estado        | Liberdade de religião garantida e separação entre Igreja e Estado. |
| 18 de julho | Educação               | Educação pública universal garantida até os 18 anos. |
| 21 de julho | Vida economica         | Direito à propriedade, proteção de patentes e sindicalização garantida. |

## Diversos
No dia 13 de janeiro de 1920, enquanto a Assembleia Nacional negociava a Lei dos Conselhos de Trabalhadores, que criava a obrigação de as empresas com vinte ou mais empregados terem conselhos de trabalhadores, ocorreu uma manifestação contra a lei em frente ao edifício do Reichstag. Os partidos de oposição de esquerda USPD e Partido Comunista, entre outros, convocaram a manifestação porque sentiram que os conselhos não teriam representação suficiente dos trabalhadores. Cerca de 100 mil pessoas se reuniram para a manifestação. A polícia de segurança prussiana disparou contra a multidão, deixando 42 mortos e mais de 100 feridos. O Banho de Sangue do Reichstag foi a manifestação mais mortal da história alemã. 
A partir de 30 de setembro de 1919, a Assembleia Nacional reuniu-se no renovado edifício do Reichstag em Berlim. Durante o Kapp-Putsch, mudou-se brevemente para Stuttgart e se reuniu lá no dia 19 de março de 1920.
A Assembleia Nacional foi dissolvida em 21 Maio de 1920. Após as eleições para o Reichstag em 6 de junho de 1920, o primeiro Reichstag da República tomou o lugar da Assembleia Nacional.

## Resumo de eventos e decisões importantes
- 6 de fevereiro de 1919 – Friedrich Ebert, como presidente do Conselho dos Deputados do Povo, abriu a primeira sessão da Assembleia Nacional.
- 10 de fevereiro de 1919 – Contra os votos do USPD, a Assembleia aprovou a "Lei do Poder Provisório do Reich" (Gesetz über die vorläufige Reichsgewalt). Designou a própria Assembleia como poder legislativo e estabeleceu o cargo de presidente do Reich, que seria responsável pelos "assuntos governamentais do Reich". Um Comitê de Estados deveria ser criado para representar os estados constituintes da Alemanha.
- 11 de fevereiro de 1919 – Friedrich Ebert foi eleito presidente provisório do Reich. Ele pediu a Philipp Scheidemann que formasse um governo.
- 13 de fevereiro de 1919 – Scheidemann formou um governo baseado na Coalizão de Weimar.
- 14 de fevereiro de 1919 – Konstantin Fehrenbach (Partido do Centro) foi eleito presidente da Assembleia Nacional.
- 27 de fevereiro de 1919 – A Assembleia aprovou uma lei que cria um exército provisório de acordo com os termos do Armistício. Em 1921, as forças armadas seriam transformadas num exército profissional sem recrutas. O número de tropas terrestres seria reduzido de 800.000 para 100.000.
- 4 de março de 1919 – A Assembleia aprovou uma lei que esclarece a posição das leis imperiais e das aprovadas pelo Conselho dos Deputados do Povo.
- 12 de maio de 1919 – A Assembleia Nacional reuniu-se para uma manifestação de protesto contra o Tratado de Versalhes. Philipp Scheidemann chamou isso de "inaceitável".
- 20/21 de junho de 1919 – O governo Scheidemann renunciou. No dia seguinte, Gustav Bauer (SPD) formou um novo governo.
- 22 de junho de 1919 – Com a aprovação da Assembleia, o novo governo declarou-se pronto a aceitar o Tratado de Versalhes se a admissão da responsabilidade exclusiva da Alemanha pela guerra fosse abandonada.
- 3 de julho de 1919 – A Assembleia aceitou as novas cores nacionais.
- 7 de julho de 1919 – O ministro das Finanças, Matthias Erzberger (Partido do Centro), apresentou as suas reformas fiscais, incluindo a introdução do primeiro imposto de rendimento alemão e a partilha da carga fiscal.
- 9 de julho de 1919 – A Assembleia ratificou o Tratado de Versalhes e os estatutos regulamentares sobre a ocupação militar da Renânia.
- 31 de julho de 1919 – A Assembleia aprovou a Constituição de Weimar com 262 delegados votando a favor e 75 (USPD, DNVP e DVP) contra.
- 11 de agosto de 1919 – O presidente do Reich, Ebert, assinou a constituição. Entrou em vigor no dia 14 de agosto de 1919. Reunião final da Assembleia em Weimar.
- 30 de setembro de 1919 – Primeira reunião da Assembleia em Berlim, depois de a lei e a ordem terem sido consideradas restauradas na capital.
- 17 de dezembro de 1919 – A Assembleia aprovou uma lei que exigia um imposto único sobre a riqueza para pagar a dívida nacional.
- 18 de janeiro de 1920 – A Assembleia aprovou a lei sobre os conselhos de trabalhadores.
- 13 de março de 1920 – A Assembleia deixou Berlim como resultado do Kapp-Putsch. Retornou de Stuttgart sete dias depois.
- 25/26 de março de 1920 – O governo do Chanceler Gustav Bauer renunciou. No dia seguinte, o presidente Ebert pediu a Hermann Müller (SPD) que formasse um novo governo.
- 8 de maio de 1920 – Entrou em vigor uma lei que estabelece uma zona de segurança em torno dos edifícios parlamentares onde não eram permitidas manifestações.
- 12 de maio de 1920 – Entra em vigor uma lei que serviu de base para a censura cinematográfica.
- 20 de maio de 1920 – Apoiada pelo SPD, a maioria da Assembleia apelou ao governo para acabar com o estado de emergência em toda a Alemanha. O governo recusou. [20] [21] [22] [23]
- 21 de maio de 1920 – A Assembleia Nacional é dissolvida. Após as eleições para o Reichstag em 6 de junho de 1920, o primeiro Reichstag da República tomou o lugar da Assembleia Nacional.

## Presidentes da Assembleia Nacional de Weimar
| Nome                       | Partido | Posse                   | Fim do Mandato          |
| -------------------------- | ------- | ----------------------- | ----------------------- |
| Eduard David               | SPD     | 7 de fevereiro de 1919  | 13 de fevereiro de 1919 |
| Conrad Haußmann (interino) | DDP     | 13 de fevereiro de 1919 | 14 de fevereiro de 1919 |
| Konstantin Fehrenbach      | Centro  | 14 de fevereiro de 1919 | 21 de junho de 1920     |